# فرنسيسكو خافيير راموس
فرنسيسكو خافيير راموس (بالإسبانية: Francisco Javier Ramos)‏ هو رسام إسباني، ولد في 30 مارس 1746 في مدريد في إسبانيا، وتوفي بنفس المكان في 11 أكتوبر 1817.